# Joseph McMullen Dargaville

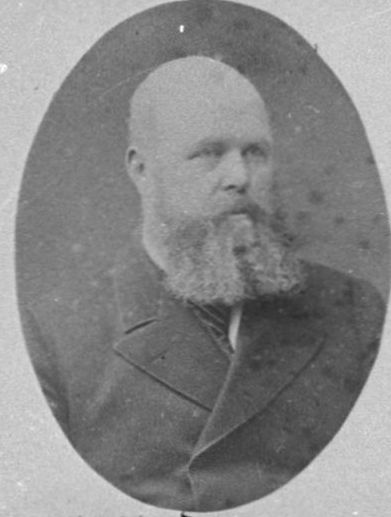
Joseph McMullen Dargaville (1882)

Joseph McMullen Dargaville (* Juni 1837 in Cork, County Cork, Irland; † 27. Oktober 1896 an Bord des Schiffes Mariposa auf der Rückreise von England nach Neuseeland) war ein australischer Banker und später ein neuseeländischer Geschäftsmann und Politiker.

## Frühes Leben
Joseph McMullen Dargaville wurde im Juni 1837 als Sohn von Eliza McMullen und ihrem Mann Anderson Dargaville, einem Arzt, in Cork in Irland geboren. Er wurde am 27. Juni 1837 getauft. Seines Vaters Vorfahren waren Hugenotten, die nach Irland geflohen waren. In Cork besuchte Dargaville das für seine liberale Haltung bekannte Fermoy College.

## Australien
Als junger Mann emigrierte Dargaville mit seinem Bruder nach Victoria, Australien und im Februar 1859 nach Sydney, wo er eine Karriere als Bankangestellter bei der Union Bank of Australia begann. Von 1860 bis 1866 arbeitete für die Bank in verschiedenen Zweigstellen in New South Wales, Tasmanien und Victoria und fand dort Anerkennung für seine Arbeit.

## Neuseeland
Im Juli 1867 sandte ihn die Bank als Inspektor zur West Coast nach Neuseeland. Möglicherweise war seine im Goldrausch von Victoria gesammelten Erfahrungen der Grund, warum man ihn für die Position aussuchte, denn spätestens ab dem Goldrausch in Otago war die Goldsuche in ganz Neuseeland ein Thema.
Im August 1867 erreichte er Hokitika und wurde schon ein Jahr später als Bankmanager nach Auckland geschickt, doch als er später nach Nelson gehen sollte, kündigte er im Juli 1869 und arbeitete anschließend als Vertreter einer Firma aus Melbourne in Auckland, machte sich aber kurze Zeit später als Großhandelskaufmann selbstständig.
1871 besuchte Dargaville den nördlichen Teil des Wairoa River im Norden des Kaipara Harbour und erkannte, dass man mit dem Holz und dem Harz der Kauri-Bäume der Gegend gute Geschäfte machen konnte. Er mietete vier Acres Land von den Parore Te Awha, den lokalen Māori vor Ort und entwickelte das Geschäft mit dem Holz, setzte Ende 1871 einen Manager vor Ort ein und beschäftigte bis 1876 über 400 Männer in seinem Unternehmen.
1872 kaufte er den Māori 171 Acres Land in dem Bereich ab, wo der Kaihu River in den Wairoa River fließt und gründete dort die Stadt Dargaville. Er ließ auf seine Kosten Gebäude errichten, die als Läden oder Lager verwendet werden konnten und schuf einen Anleger im Fluss für den Handel mit Gütern per Schiff. 1876 verkaufte er große Anteile seines Holzgeschäftes und investierte das Geld in weiteres Land und in die Stadt. Er vermietete Land und Gebäude und schuf sich damit ein sicheres Einkommen. Um größeren ökonomischen Vorteil von seinen Geschäften zu haben, gründete Dargaville den Dargaville Trust und ließ durch diesen seine Geschäfte managen.
Dargaville hatte sich bereits 1972 in den Auckland City Council (Stadtrat) wählen lassen und verstärkte damit zunehmend sein Interesse an der Politik. Dem Council gehört er bis 1874 an und ließ sich 1873 für Auckland East in den Auckland Provincial Council (Provinzialrat) wählen, dem er bis 1876 angehörte. Der Wahl zum Superintendenten des Auckland Provincial Council unterlag er aber zwei Mal seinen Konkurrenten. Von 1876 bis 1890 war Dargaville Mitglied des Hobson County Council und ließ sich als Parteiloser 1881 für Auckland West in das House of Representatives wählen. Dort wurde er am 31. Juli 1883 für eine Rede gegen Premierminister Frederick Whitaker und seinem Colonial Treasurer (Schatzmeister) Harry Albert Atkinson getadelt, denen er Korruption vorwarf. Im Juli 1887 schied Dargaville aus dem Parlament aus und konnte auch in Folge drei Wahlen nicht mehr für sich entscheiden.
Dargaville war ferner Mitglied im Auckland Harbour Board, im Auckland Education Board, im Auckland College and Grammar School Board und wurde zum Justice of the Peace (Friedensrichter) berufen. Er gründete 1878 die Freimaurerloge Lodge of St George in 1878 und war Grand Master der Orange Lodge of New Zealand.
Dargaville verstarb am 27. Oktober 1896 auf der Rückreise von England nach Neuseeland an Bord des Schiffes Mariposa. Seine Frau, die philanthropischen Aktivitäten nachging starb am 5. Juli 1915

## Familie
Am 20. April 1865 heiratete er in Portland im Bundesstaat Victoria Anne Must, mit der er sechs Kinder hatte.